# 沿ドニエストル共和国の首相
沿ドニエストル共和国の首相（えんドニエストルきょうわこくのしゅしょう、ロシア語: Председатель Правительства Приднестровской Молдавской Республики）は議会の承認に基づき大統領が任命する首相職。現在の首相はアレクサンドル・ローゼンベルグ。実際の行政権は大統領が握っている。

## 職権
- 政府法案への署名。
- 副首相や市長の任免権。
- 大統領に承認された財政・教育・労働政策を施行する。
- 内閣の任務を分配し、活動を調整する。
- 大統領が空席となった場合、大統領の地位を代行する。

## 歴代首相一覧
| 代                                        | 氏名                           | 画像 | 就任           | 退任           | 政党   | 大統領                     | 備考                                                                 |
| ----------------------------------------- | ------------------------------ | ---- | -------------- | -------------- | ------ | -------------------------- | -------------------------------------------------------------------- |
| -                                         | スタニスラフ・モロズ           |      | 1990年9月3日   | 1990年12月8日  | 無所属 | イーゴリ・スミルノフ       | 沿ドニエストル・モルダビア・ソビエト社会主義共和国閣僚評議会議長代行 |
| 首相職廃止（1990年12月8日-2012年1月18日） |                                |      |                |                |        |                            |                                                                      |
| 1                                         | ピョートル・ステパノフ         |      | 2012年1月18日  | 2013年7月10日  | 無所属 | エフゲニー・シェフチュク   |                                                                      |
| 2                                         | タチアナ・トゥランスカヤ       |      | 2013年7月10日  | 2015年10月13日 | 無所属 | エフゲニー・シェフチュク   |                                                                      |
| -                                         | マヤ・パルナス                 |      | 2015年10月13日 | 2015年11月30日 | 無所属 | エフゲニー・シェフチュク   |                                                                      |
| 2                                         | タチアナ・トゥランスカヤ       |      | 2015年11月30日 | 2015年12月2日  | 無所属 | エフゲニー・シェフチュク   | 在任途中で解任。                                                     |
| -                                         | マヤ・パルナス                 |      | 2015年12月2日  | 2015年12月23日 | 無所属 | エフゲニー・シェフチュク   |                                                                      |
| 3                                         | パベル・プロクディン           |      | 2015年12月23日 | 2016年12月17日 | 無所属 | エフゲニー・シェフチュク   |                                                                      |
| 4                                         | アレクサンドル・マルティノフ   |      | 2016年12月17日 | 2022年5月26日  | 無所属 | ワジム・クラスノセリスキー |                                                                      |
| -                                         | スタニスラフ・カザップ         |      | 2022年5月26日  | 2022年5月30日  | 無所属 | ワジム・クラスノセリスキー |                                                                      |
| 5                                         | アレクサンドル・ローゼンベルグ |      | 2022年5月30日  | （現職）       | 無所属 | ワジム・クラスノセリスキー |                                                                      |